# Огнев, Борис Владимирович
Борис Владимирович Огнев (1901—1978) — советский учёный и педагог, хирург  и топографоанатом, доктор медицинских наук (1935), профессор (1936), член-корреспондент АМН СССР (1946).

## Биография
Родился 5 марта 1903 году в Самаре. Из семьи мещанина. В 1907 году с семьёй переехал в Симбирск.  Окончил 7 классов Симбирской классической гимназии и выпускной класс средней школы. 
С 1919 по 1924 год обучался на медицинском факультете Казанском университете. С 1931 по 1978 год в течение сорока семи лет Б. В. Огнев работал на педагогической работе  в Центральном ордена Ленина институте усовершенствования врачей в должностях преподавателя и с 1939 по 1978 год — профессора и заведующего кафедрой оперативной хирургии и топографической анатомии. 
С 1931 по 1936 год одновременно с педагогической занимался и научно-клинической работой в Институте неотложной помощи имени Н. В. Склифосовского и с 1937 по 1941 год в Московской городской клинической больнице имени С. П. Боткина в должности  хирурга. С 1941 по 1945 год на научно-исследовательской работе в Государственном центральном институте курортологии в должности заведующего хирургическим отделением, одновременно в период Великой Отечественной войны являлся консультантом Московских госпиталей 
.

### Научно-педагогическая деятельность
Основная научно-педагогическая деятельность О. В. Огнева была связана с вопросами в области топографической анатомии и хирургии, им были разработаны показания к операции аутопластики дефектов черепа при ложных аневризмах и мозговых грыжах, его исследования так же были посвящены кровоснабжению различных органов человека и его системы. Б. В. Огнев являлся почётным членом Всесоюзного и Всероссийского научного общества анатомов, эмбриологов и гистологов, членом Правления Всесоюзного и Международного научного общества хирургов.
В 1935 году  он защитил диссертацию на учёную степень доктор медицинских наук по теме: «О путях оттока лимфы от яичка, яичника и червеобразного отростка», в 1936 году ему было присвоено учёное звание — профессор. В 1948 году был избран член-корреспондентом АМН СССР. Под руководством Б. В. Огнева было написано около двухсот научных трудов, в том числе трёх монографий и учебников для высших медицинских учебных заведений. Он являлся редактором редакционного отдела «Хирургия» второго издания Большой медицинской энциклопедии.
Скончался 17 декабря 1981 года в Москве.